# グランタ文字
グランタ文字（グランタもじ、サンスクリット語: ग्रन्थ, grantha、グランタはサンスクリットで文学の意）は、西暦5世紀頃に南インドで生まれ、現在に至るまで用いられている文字である。その形態は歴史的に大きく変遷を重ねてきたが、タミル・ナードゥを中心とする地域でサンスクリットを表記するのに使用されてきたという一貫性により、そのいずれの時代の文字も「グランタ」と称されている。

## 歴史
文字系統は初代カリンガ＝タイプあたりから派生し、原カンナダ文字の原初体とほぼ同じ流れを持っている。5世紀以降のチョーラ朝とパーンディヤ朝の碑文に現れる。

### パッラヴァ・グランタ文字
7-8世紀に隆盛となったパッラヴァ朝時代になると同国の海上雄飛に伴って、パッラヴァ・グランタ文字は東南アジアにも伝わった（タイのタイ文字やインドネシアのジャワ文字などの原型となった）。東南アジアにおける古い碑文は皆このグランタ文字で書かれている（パッラヴァ・グランタ文字）。

### 中世グランタ文字
7世紀後半から字体がやや変化し中世グランタ文字となった。また、行書体が現れた。

### 過渡期グランタ文字
9-14世紀のチョーラ朝時代の文字は過渡期グランタ文字でチョーラ文字ともいう。

### 近代グランタ文字
14世紀頃から近代グランタ文字が発達し、17世紀頃から二つの書体が生まれた。主としてタンジャーヴール地方の仏教徒が用いる方形グランタ文字、マドラス・アルコット地方のジャイナ教徒が用いる円形グランタ文字である。

### 現代グランタ文字
グランタ文字は現在でも南インドの一部で書写のために用いられており（現代グランタ文字）、その形は共に発達してきたタミル語の、円形文字から発展したタミル文字とも多くの共通点を持つ。

## 字母

### 母音

#### 母音記号
[k]の子音字を台字にした場合。

## 他の文字との比較
マラヤーラム文字、シンハラ文字、タミル文字との、字形の比較は以下の通り。